# Inazuma Raigorō
Inazuma Raigorō est un nom japonais traditionnel ; le nom de famille (ou le nom d'école), Inazuma, précède donc le prénom (ou le nom d'artiste).
Inazuma Raigorō (稲妻雷五郎) (né en 1802 – 29 mars 1877) est un lutteur sumo officiellement reconnu comme le 7e yokozuna. Inazuma signifie « foudre » en japonais.

## Biographie
Sa date de naissance est ambiguë. Selon une théorie globalement acceptée, il serait né en 1802. Une autre histoire raconte qu'il serait né en 1795. Si la première est correcte, alors il serait le plus jeune yokozuna jusqu'à la promotion de Umegatani Tōtarō II (en) en 1903. Si la seconde est correcte, il serait mort à l'âge de 82 ans.
Il travaille au service du clan Matsudaira à Izumo, où le légendaire lutteur Raiden Tameimon avait travaillé. Inazuma entre dans le monde du sumo à Edo en février 1821 et est promu dans la première division makuuchi en octobre 1824. Il atteint le rang d'ōzeki sur son habileté seule, après seulement 6 tournois (certains ōzeki de l'époque ont reçu leur promotion en raison de leur taille ou de leur statut). Ōnomatsu Midorinosuke est son rival. Il diffère d'Inazuma qui déteste les faux départs du tachi-ai (en) (phase initiale des combats de sumo).
En tant que lutteur basé à Osaka, Inazuma est promu yokozuna par la famille Gojo en juillet 1828. La promotion est disputée mais, en septembre 1830, il est également promu yokozuna par la famille Yoshida Tsukasa et est ainsi accepté officiellement en tant que yokozuna.
Dans la première division makuuchi, il comptabilise 130 victoires pour seulement 13 défaites, soit un pourcentage de victoires de 90,9%. Après sa retraite, il se rend à Matsue mais retourne à Tokyo durant l'ère Meiji.

## Palmarès
- La durée réelle des tournois de l'année de l'époque varie souvent.

Dans le tableau suivant, les cases en vert sont celles des tournois remportés.
| -    | Printemps                              | Hiver                                          |
| ---- | -------------------------------------- | ---------------------------------------------- |
| 1824 | x                                      | Maegashira de l'ouest #5 7–0–2 1h Non officiel |
| 1825 | Komusubi de l'ouest 5–2–3              | Komusubi de l'ouest 8–1–1 Non officiel         |
| 1826 | Sekiwake de l'ouest 6–1–2 1d           | Sekiwake de l'ouest 7–0–1 1d 1h                |
| 1827 | Sekiwake de l'ouest 5–0–2 Non officiel | Non inscrit                                    |
| 1828 | Non inscrit                            | Ōzeki de l'ouest 4–1–5                         |
| 1829 | Ōzeki de l'ouest 6–0–1 Non officiel    | Ōzeki de l'ouest 8–0–1 1d Non officiel         |
| 1830 | Ōzeki de l'ouest 8–0–2 Non officiel    | Ōzeki de l'ouest 6–1–2 1h                      |
| 1831 | Ōzeki de l'ouest 3–1–6                 | Ōzeki de l'ouest 8–0 Non officiel              |
| 1832 | Pas de tournoi                         | Ōzeki de l'ouest 8–0–1 1d Non officiel         |
| 1833 | Ōzeki de l'ouest 9–0 1d Non officiel   | Non inscrit                                    |
| 1834 | Non inscrit                            | Non inscrit                                    |
| 1835 | Ōzeki de l'ouest 5–0–3 2d              | Ōzeki de l'ouest 6–2–2                         |
| 1836 | Absent                                 | Ōzeki de l'ouest 3–0–7                         |
| 1837 | Ōzeki de l'ouest 5–0–4 1d Non officiel | Ōzeki de l'ouest 5–1–1 2d 1nr                  |
| 1838 | Ōzeki de l'ouest 3–0–3'                | Absent                                         |
| 1839 | Ōzeki de l'ouest 1–3–5 1d              | Ōzeki de l'est Retraite 4–0–3 3d               |